# Tuskegee (Alabama)
|  | Tuskegee omdirigerer hertil. |
Tuskegee er en amerikansk by og administrativt centrum i det amerikanske county Macon County i staten Alabama. I 2000 havde byen et indbyggertal på 11.590.

## Ekstern henvisninger
- Wikimedia Commons har flere filer relateret til Tuskegee (Alabama)